# Céladion
Céladion d'Alexandrie 9e patriarche d'Alexandrie de 152 à 167 A.D.

## Contexte
Céladion ou Cladianus  est désigné comme Patriarche le 8e jour de Tubah (16 janvier 152 A.D.) Selon les Bollandistes Céladion  occupe le siège d'Alexandrie pendant 14 ans et 6 mois et meurt le 9e jour d'Epiphi
soit le 3 juillet du Calendrier grégorien